# Graf-Stauffenberg-Kaserne (Sigmaringen)
Die Graf-Stauffenberg-Kaserne war eine 1957 erbaute Kaserne der Bundeswehr in Sigmaringen im Landkreis Sigmaringen. Die Kaserne wurde am 20. Juli 1961 nach dem Offizier und Widerstandskämpfer Claus Schenk Graf von Stauffenberg benannt.
Die Graf-Stauffenberg-Kaserne, die ursprünglich im Quartier im Ziegelholz im Sigmaringer Stadtteil Laiz entstanden war, wurde vor allem durch die 10. Panzerdivision, einem Großverband des Heeres, bekannt. Deren unterstellte Truppenteile waren in Bayern und Baden-Württemberg stationiert und umfassten bis zu rund 12.100 Soldaten. Der Stab hatte hier seinen Sitz. Darüber hinaus beheimatete die Kaserne im Laufe ihres Bestehens verschiedene Verbände und Einheiten.

## Geschichte
Gegründet wurde der Standort bereits 1906 – damals mit etwa 40 Soldaten. Erst 1957 wurde mit dem Bau der heutigen Kaserne im Ziegelholz begonnen. Zuvor erwarb der Bund das Kasernengelände von den Kommunen Sigmaringen, Sigmaringendorf und Bingen.
Infolge der im Jahr 2010 beschlossenen grundlegenden Bundeswehrreform schlug die Bundeswehr-Strukturkommission eine Verlegung des Stabs der 10. Panzerdivision nach Bayern und somit die Verlegung eines Großteils der Soldaten des Stabes vor. Bundesminister der Verteidigung Thomas de Maizière (CDU) stellte am 26. Oktober 2011 im Bundeskabinett das Stationierungskonzept 2011 vor, nachdem der Bundeswehrstandort Sigmaringen aufgegeben werden sollte. Im Jahr 2011 hatte dieser 1860 Dienstposten. Die Organisationsmaßnahmen sahen am Standort die Auflösung bzw. Verlegung der 10. Panzerdivision, Teile des Artilleriebataillons 295, der Rekrutenkompanie, des Führungsunterstützungsbataillon 291, des Fachsanitätszentrums und des Versorgungs- und Instandsetzungszentrums Sanitätsmaterial vor. Die Fernmeldekompanie Eurokorps sollte nach Lebach und die 2./Feldjägerbataillon 452 nach Stetten am kalten Markt verlegt werden.
Die Schließung übte einen großen wirtschaftlichen Einfluss auf die Region aus: Jährlich wurden in der Kaserne etwa 3,5 Mio. Euro an zivile Unternehmen, wie zum Beispiel Reinigungsfirmen und Zulieferer, bezahlt. Zusätzlich wurden Aufträge an zivile Baufirmen vergeben – im Jahr 2010 in Höhe von rund acht Millionen Euro.
Nach Wolfgang Kopp, Brigadegeneral a. D. und Vorsitzender des in Sigmaringen beheimateten Vereins „Freunde der 10. Panzerdivision“, wurde die Gefahr der Auflösung ignoriert. „Aus rein militärischer Sicht sprechen keine Gründe für einen Abzug der Bundeswehr aus Sigmaringen. Die Infrastruktur […] wurde aufwändig erhalten, 28 Millionen in fünf Jahren sind nicht wenig.“
Zwischen Mitte Februar und Ende April 2015 wurde die Kaserne kurzfristig als Notunterkunft für Asylsuchende genutzt. Dazu wurden die im Norden der Liegenschaft vorhandenen ehemaligen Stabs- und Unterkunftsbereiche herangezogen. Der verbliebene Bundeswehrbetrieb lief parallel weiter. Im Schnitt lag die Belegungszahl der Kaserne im Februar bei 280, im März bei 188 und im April bei 78 Bewohnern. Die meisten Flüchtlinge kamen aus dem Kosovo. Wie am 30. Juni 2015 bekannt und am 3. Juli offiziell bestätigt wurde, beabsichtigt das Ministerium für Integration Baden-Württemberg nun, erneut eine Erstaufnahmestelle für mindestens 500 Flüchtlinge hier einzurichten. Sie nahm im August 2015 ihren Betrieb auf. Da zum 31. Dezember 2015 die Kaserne und die Liegenschaften an die Bundesanstalt für Immobilienaufgaben (BImA) übergeben wurden, verständigte sich das Ministerium mit der BImA, die Kaserne teilweise für eine Unterbringung von Flüchtlingen bis mindestens Ende 2016 zu nutzen. 
Im Januar 2016 wurde die Gesamtliegenschaft trotz geringer militärischer Weiternutzung durch die Bundeswehr aufgegeben und die Dienststelle des Standortältesten aufgelöst. Die administrative Führung und Unterstützung der Restdienststellen als ein Mitnutzer erfolgte aus der Nachbargarnison Stetten am kalten Markt.
Auf Grund der weiteren Lageentwicklung zu Asyl und Migration wurde der Betrieb der Landeserstaufnahmestelle fortgesetzt. Rechtsgrundlage bietet eine Vereinbarung über die Nutzung der ehemaligen Graf-Stauffenberg-Kaserne zwischen Stadt, Landkreis und Land. Am 11. Juli 2022 waren hier 1.135 Personen untergebracht.
Die Planungen der Konversion des Geländes im Jahr 2020 sehen die Gründung eines Innovations- und Technologiezentrums (ITZ) mit einer Modellfabrik und einer Akademie vor. Mit anderen wirtschaftlichen Nutzungen sollen dort 1.500 Arbeitsplätze entstehen. Im Ostteil der Liegenschaft soll ein Neubau der bereits in Laiz ansässigen Zollschule entstehen. Im Rahmen eines Förderprogrammes planen die Stadtwerke Sigmaringen den Aufbau eines nahezu energieautarken Quartiers innerhalb des ITZ in einem sogenannten Innovationscamp auf den Konversionsflächen der ehemaligen Kaserne. Dazu sollen zwei Blockheizkraftwerke genutzt werden.
Im Sommer 2023 wurde das neuerrichtete Facharztzentrum in Stetten am kalten Markt eingeweiht. In diesem Zuge zogen die letzten verbliebenen Dienststellen der Bundeswehr aus der Kaserne aus. Die Standortschießanlage im Nordosten der Liegenschaft wird noch durch die Bundeswehr genutzt.
Im Juni 2025 sprach sich die CDU-Fraktion im Gemeinderat Sigmaringen für eine Wiederansiedelung der Bundeswehr ausgesprochen. Bürgermeister Marcus Ehm unterstützte diesen Antrag und bestätigte, dass die Ansiedelung von gewerblichen Nutzern nur teilweise funktionierte.

## Standort
Die Kasernenanlage umfasste rund 215 Hektar Gesamtfläche, wobei rund 129 Hektar auf die Gemarkung Sigmaringen, rund 61 Hektar auf die Gemarkung Sigmaringendorf und rund 25 Hektar auf die Gemarkung Bingen entfielen. Die Kasernengebäude befanden sich auf der Gemarkung von Sigmaringen – von den 129 Hektar sind rund 65 Hektar bebaut und rund 64 unbebaut. Das Übungsgelände umfasste 133 Hektar und die Schießanlage 12 Hektar. Am Standort Sigmaringen waren im Jahr 2011 1425 Soldaten (etwa 1050 bis 1150 Soldaten und rund 200 Wehrdienstleistende) stationiert und bis zu 213 zivile Bedienstete angestellt.
Innerhalb der Kaserne befanden sich ein Mannschaftsheim, ein Kraftraum, zwei Sporthallen, zwei Sportplätze, ein Beachvolleyballfeld und mehrere Tennisplätze.

## Verbleib von Truppenteilen nach Stationierungskonzept der Bundeswehr im Oktober 2011
Im Oktober 2011 waren in der Kaserne folgende Einheiten stationiert:
- Stab 10. Panzerdivision (H)  Auflösung, Neuaufstellung in Veitshöchheim
- Stabskompanie 10. Panzerdivision (H) Auflösung, Neuaufstellung in Veitshöchheim
- 5./Artilleriebataillon 295 (H) Auflösung
- Fernmeldekompanie Eurokorps (H) Verlegung nach Lebach
- Rekrutenkompanie 8 (H) Auflösung
- Führungsunterstützungsbataillon 291 (SKB) Auflösung
- 2./Feldjägerbataillon 452 (SKB), zuletzt 2./Feldjägerregiment 3 (SKB) Verlegung nach Stetten a.k.M.
- Versorgungs- und Instandsetzungszentrum Sanitätsmaterial Sigmaringen (ZSan) Auflösung
- Fachsanitätszentrum Sigmaringen (ZSan) Verlegung nach Stetten a.k.M.
- BWI Informationstechnik GmbH – Service Center Sigmaringen (ehem. Fernmeldesektor 503) Auflösung
- Teile Bundeswehrdienstleistungszentrum Stetten am kalten Markt (WV) Verlegung nach Stetten a.k.M.
- weitere kleine Dienststellen